# サブロウタ
サブロウタ（2月21日 - ）は、日本の漫画家、同人作家。神奈川県出身。血液型はA型。

## 人物
コミティアの企画にある「出張マンガ編集部」の一迅社ブースに、『ふたりはプリキュア』の同人誌の持ち込みをしたことがきっかけで、コミック百合姫にて『citrus』の連載が開始した。『citrus』のキャラクターの誕生日やクリスマスなどのイベントに合わせ、ツイッター上で記念イラストを投稿している。

## 作品一覧

### 単行本
- 調教カレシ（別冊フレンドコミックス、全3巻）
- AKB0048 ♥型オペレーション（シナリオ構成：天之ひるめ、企画：秋元康、原作：河森正治・サテライト、別冊フレンドコミックス、全2巻）
- 銃皇無尽のファフニール（原作：ツカサ、キャラクター原案：梱枝りこ、アフタヌーンコミックス、全4巻）
- citrus（百合姫コミックス 全10巻)
- citrus+（百合姫コミックス 既刊6巻 - 連載中)

### アンソロジー
- 百合姫Wildrose
  - 読み切り作品「パートナー」(第7巻に収録)
  - 第8巻カバーイラスト
- ゾンビランドサガ ANTHOLOGY
- 百合ドリル 沼編
- 青春CONTINUE?（『yrhm 百合姫20thアンソロジー』2025年[1]） - コミック百合姫創刊20周年記念のアンソロジー寄稿作品。

### その他
- 犬神さんと猫山さん（第5話エンドカード）
- 銃皇無尽のファフニール（第7話エンドカード）
- 捏造トラップ-NTR-（第7話エンドカード）
- 私に天使が舞い降りた（コミックス5巻付録小冊子）
- 私の百合はお仕事です!（第3話エンドカード）